# Pierre Brambilla
Pierre Brambilla (Villarbeney, 12 mei 1919 - Grenoble, 13 februari 1984) was een Franse wielrenner van 1939 tot en met 1952.
Brambilla won in 1942 een etappe in de Ronde van Spanje. In 1947 reed hij voor het eerst de Ronde van Frankrijk, waarin hij in de negentiende etappe, een individuele tijdrit, de gele trui veroverde. Twee dagen later, in de slotrit naar Parijs, verloor hij de trui echter aan Jean Robic. Hij was de eerste renner die de Ronde van Frankrijk in de slotrit verloor. Brambilla eindigde als derde in het algemene eindklassement, maar werd wel winnaar van het bergklassement.
Zijn grote voorbeeld was zijn oom, die eerder ook wielrenner was.

## Overwinningen
1939
- 1e etappe deel a en eindklassement Lyon - Grenoble - Lyon

1941
- Montluçon

1942
- Bergklassement Circuit de France
- 2e etappe Quatre Jours de la Route du Dauphinois
- 10e etappe Ronde van Spanje

1943
- Eindklassement Circuit du Mont Ventoux
- Course du Mont Chauve
- GP d'Espéraza
- GP du Midi
- GP Haute Savoie
- Perpignan

1945
- Annecy - Grenoble - Annecy

1946
- Eindklassement Tour de l'Ouest

1947
- Paris - Clermont-Ferrand
- Bergklassement Ronde van Frankrijk

1949
- Cahors

1950
- 4e etappe Circuit de la Côte-d'Or

## Resultaten in voornaamste wedstrijden
| Jaar | Ronde van Italië | Ronde van Frankrijk | Ronde van Spanje |
| ---- | ---------------- | ------------------- | ---------------- |
| 1942 |                  |                     | 17e (1)          |
| 1943 |                  |                     |                  |
| 1944 |                  |                     |                  |
| 1946 |                  |                     |                  |
| 1947 |                  | ↑                   |                  |
| 1948 |                  | opgave              |                  |
| 1949 |                  | 26e                 |                  |
| 1950 |                  | 11e                 |                  |
| 1951 |                  | 36e                 |                  |

| Jaar | Milaan-San Remo | Parijs-Roubaix | Ronde van Lombardije | Parijs-Tours |
| ---- | --------------- | -------------- | -------------------- | ------------ |
| 1942 |                 |                |                      |              |
| 1943 |                 | 14e            |                      | 41e          |
| 1944 |                 | 87e            |                      | 6e           |
| 1946 |                 | 46e            |                      |              |
| 1947 |                 | 18e            | 45e                  | 26e          |
| 1948 |                 |                |                      |              |
| 1949 | 20e             |                |                      |              |
| 1950 |                 |                |                      |              |
| 1951 |                 |                |                      |              |